# Constantin II (métropolite de Kiev)
Pour les articles homonymes, voir Constantin II.
Constantin II fut patriarche de Kiev et de toute la Rus' de 1167 à 1169.